# Eleocharis microlepis
Eleocharis microlepis är en halvgräsart som först beskrevs av August Heinrich Rudolf Grisebach, och fick sitt nu gällande namn av David Alan Simpson. Eleocharis microlepis ingår i släktet småsäv, och familjen halvgräs. Inga underarter finns listade i Catalogue of Life.